# Ambrosius Jung

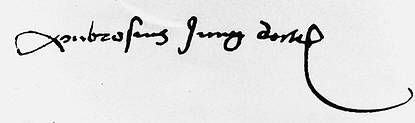
Autograf

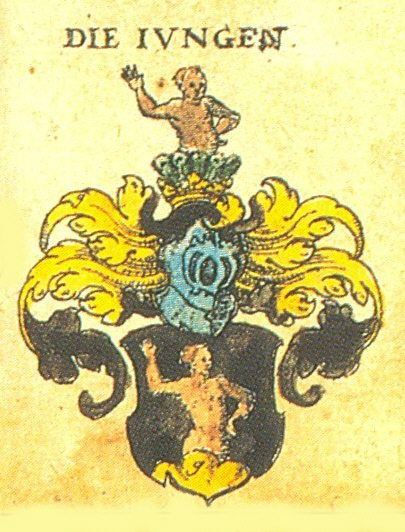
Herb Ambrosiusa Junga

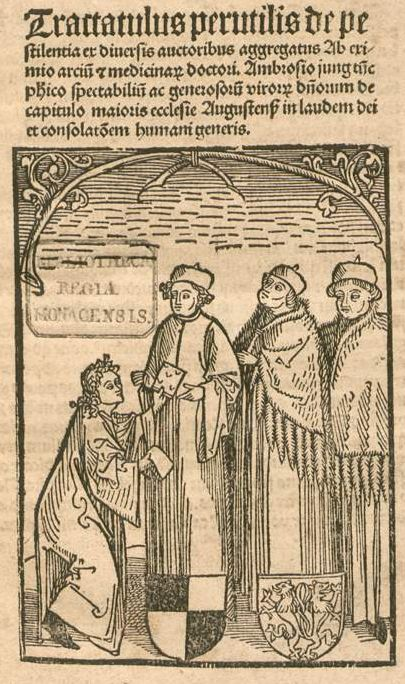
Karta tytułowa z traktatu medycznego.1494

Ambrosius Jung (senior) (ur. 1471 w Ulm, zm. 1548 w Augsburgu) – niemiecki uczony, humanista, lekarz, doktor nauk medycznych, wykładowca, ekspert od chorób epidemiologicznych.

## Dzieciństwo
Wychowywał się w zamożnym rodzie, w którym kultywowano naukę. Jego ojcem był patrycjusz Johann Hans Jung (ur. 1425 w Zürichu zm. 16 lutego 1505 w Augsburgu), doktor medycyny, który studiował we Włoszech, w latach 1468–1491 pełnił obowiązki lekarza miejskiego Ulm, gdzie wykładał medycynę. Pod koniec XV wieku za sprawą burmistrza Gossembrota ojciec Ambrosiusa osiedlił się w Augsburgu. W 1490 został osobistym lekarzem cesarza Maksymiliana I.
Ambrosius Jung posiadał sześcioro rodzeństwa, siostry Helenę i Urszulę (wyszła za mąż za Daniela Mair von Kaufbeurena) oraz braci Johanna (został doktorem teologii i cesarskim radcą, od 1525 był kanonikiem katedry Św. Gertrudy w Augsburgu i katedry we Freisingu), Ulricha (doktor medycyny, lekarz miejski Augsburga), Georga (Jörga) (w latach 1532–1559 duchowny w „Sannt Gertrauten (St. Gertraud) im Dom zu Unseren Frauen hinter dem neuen Tor zu Augsburg”) oraz Ludwiga (zmarł w Savoyen we Włoszech).
Wujowie Ambrosiusa pełnili posługę jako kanonicy w Ratyzbonie, Freisingu i Pasawie.
Jego matką była córka burmistrza Ulm, Anna z Imhoffów

## Młodość
Studiował razem z bratem w Tybindze, ukończył również wydział medyczny w Padua, gdzie obronił doktorat. Od wczesnej młodości kolekcjonował księgi, posiadał znaczną bibliotekę, która później wzbogaciła częściowo zasób miejskich zbiorów (w tym o dzieła medyczne Jungów). Rozwój biblioteki możliwy był dzięki znajomości z Konradem Peutingerem, który opublikował Ambrosiusowi Jungowi jedno z dzieł polemicznych.

## Okres augsburski
Od 1494 został lekarzem na dworze arcybiskupa Friedricha von Zollerna, leczył również wyższe duchowieństwo z katedralnej kapituły Augsburga, przez którą był opłacany. Rok 1494 był przełomowy również w jego karierze naukowej, opublikował dzieła: Ein ausserwelt loblich tractat und regiment in dem schwärzen zeit der pestilentz oraz Tractatus de pestilentia ex diversis auctoribus aggregatus wydany w drukarni Johann Schönsperger.
Na przełomie 1497 i 1498 prowadził badania medyczne, dzięki czemu wydał z ojcem Johannem Jungiem głośne dzieło: De morbo mal de Franco, analityczną pracę o syfilisie, która była jednym z pierwszych tego typu przedsięwzięć w europejskiej medycynie.
W 1510 otrzymał posadę lekarza miejskiego lecząc patrycjat i możnowładztwo. Leczyli się u niego najzamożniejsi bawarczycy, m.in.: Fuggerowie czy Remowie. Od 1517 został osobistym lekarzem na augsburskim dworze Heinricha von Lichtenau.
W 1520 razem z bratem Urlichem został nobilitowany do stanu szlacheckiego przez cesarza Karola V. Nauczony doświadczeniami bańskobystrzyckich Jungów zainwestował w 1525 wraz z grupą patrycjuszy 4600 reńskich guldenów w górnictwo oraz metalurgię stając się współwłaścicielem kopalń węgla i hut żelaza.
Ambrosius Jung poświęcał się również badaniom nad dżumą. Wyniki swoich badań ogłosił w 1535 publikując: Ain nutzliche trostliche und kurtze underrichtung, wie man sich in disen schwären leüffen der Pestilentz halte(n) soll ... dem gemainen mann zu hilff und gutem, der mit andern beystand hat, verordnet. W dziele tym zalecał szczególne środki ostrożności aby uniknąć epidemii (m.in.: higienę osobistą oraz okadzanie i palenie tytoniu).
Wkrótce też ogłosił u Peutingera Remedia manuscripta pro catarrho et angustiis thoracis, pracę polemiczną z tezami Paracelsusa, którego w 1536 poznał osobiście.
Przyjaźnił się również z Andreasem Vesaliusem, z którym utrzymywał częste kontakty. Lekarze wielokrotnie rozwiązywali problemy medyczne, wspólnie leczyli najzamożniejszych przedstawicieli augsburskiego patrycjatu.
Wraz z bratem Ulrichem Jungiem prowadził badania nad chorobami zakaźnymi, dzięki czemu powstało w 1538 wspólne dzieło: „Conchisiones et propositiones universarum medicinam per genera com prehendentes”.
W 1538 Ambrosius Jung wstępem opatrzył jedno z dzieł Gereona Saylera, humanisty, tłumacza, poety oraz lekarza.
W tym samym roku został przyjęty do augsburskiego patrycjatu, związany był również z Collegium Medicum, w którym wykładał nauki medyczne. Jego najbardziej znanym wychowankiem był Jörg Sturmer.
Ambrosius Jung zdaniem historyka medycyny Gundolfa Keila, był w XVI-wiecznej Europie wielkim ekspertem oraz autorytetem od chorób epidemiologicznych, postacią uznaną i szanowaną w ówczesnym środowisku naukowym.

## Ważniejsze dzieła Ambrosiusa Junga
- Ein ausserwelt loblich tractat und regiment in dem schwärzen zeit der pestilentz (1494)
- Tractatus de pestilentia ex diversis auctoribus aggregatus (1494)
- De morbo mal de Franco (1498, razem z ojcem Johannem Jungiem)
- Ain nutzliche trostliche und kurtze underrichtung, wie man sich in disen schwären leüffen der Pestilentz halte(n) soll ... dem gemainen mann zu hilff und gutem, der mit andern beystand hat, verordnet (1535)
- Remedia manuscripta pro catarrho et angustiis thoracis
- Conchisiones et propositiones universarum medicinam per genera com prehendentes (1538, razem z bratem Ulrichem Jungiem)